# Joch (Pirenéus Orientais)
Joch é uma comuna francesa na região administrativa da Occitânia, no departamento dos Pirenéus Orientais. Estende-se por uma área de 3.38 km², com 294 habitantes, segundo o censo de 2018, com uma densidade de 87 hab/km².